# 苯甲酰基

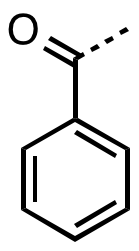
苯甲酰基

在有机化学中，苯甲酰基（英語：benzoyl）是一種，分子式为C6H5CO-。
苯甲酰基不能與苯甲基（英語：benzyl）混為一談，後者的分子式為C6H5CH2。苯甲酰基通常縮寫為Bz，而苯甲基則縮寫為Bn。
苯甲酰氯是苯甲酰基的首選來源，用於製備苯甲酰酮、苯甲酰胺和苯甲酸酯。